# Fiabilidad histórica de los Hechos de los Apóstoles

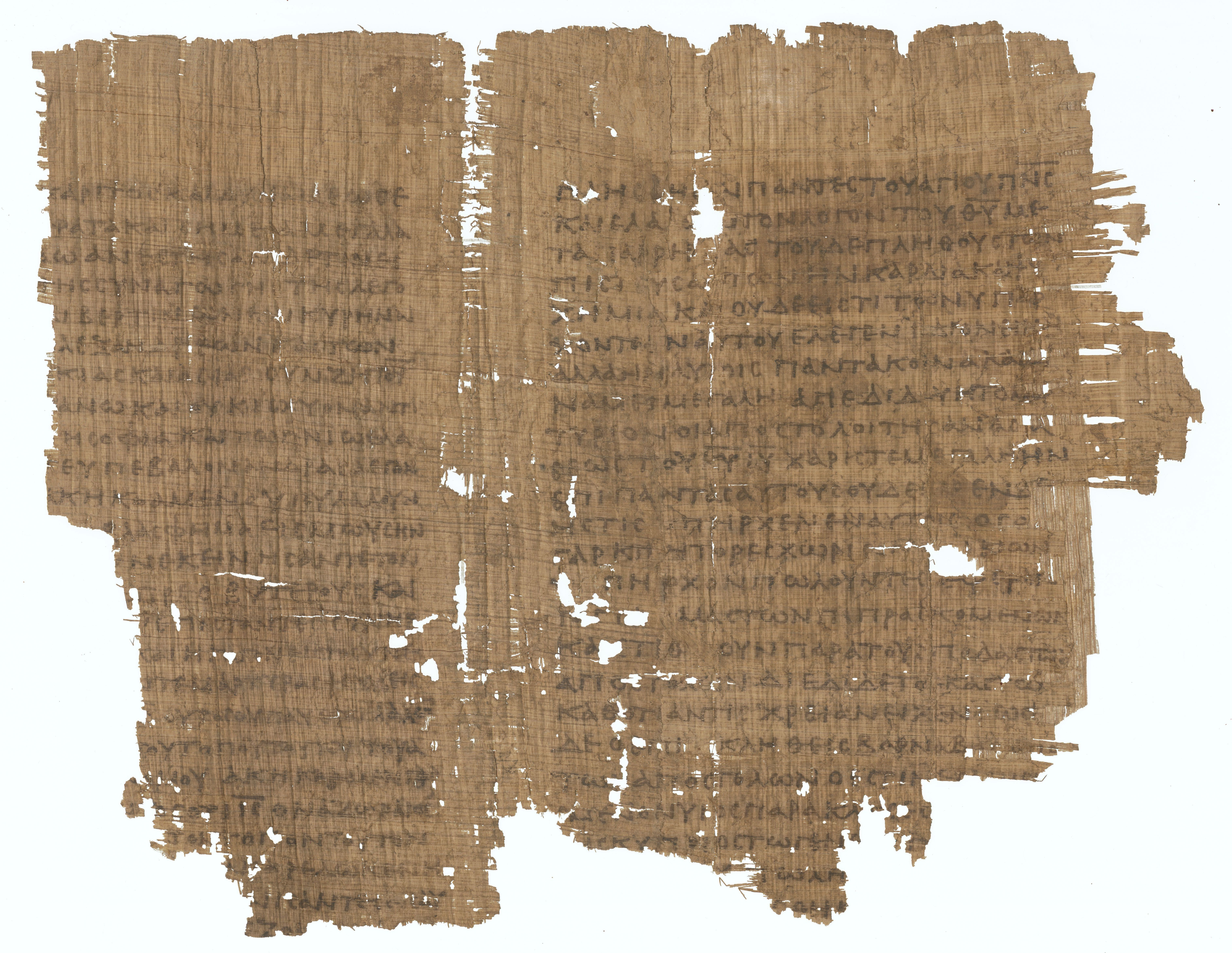
Papiro manuscrito de una parte de los Hechos de los Apóstoles (Papiro 8,)

La fiabilidad histórica de los Hechos de los Apóstoles, la principal fuente histórica del Edad apostólica, es de interés para estudiosos de la Biblia e historiadores del cristianismo primitivo como parte del debate sobre la historicidad de la Biblia. La fiabilidad histórica no depende de que una fuente sea infalible o esté vacía de intenciones, ya que hay fuentes que se consideran generalmente fiables a pesar de tener tales rasgos (por ejemplo, Josefo).
Las inscripciones arqueológicas y otras fuentes independientes demuestran que los Hechos de los Apóstoles («Hechos») contienen algunos detalles precisos de la sociedad del siglo I en lo que respecta a los títulos de los funcionarios, las divisiones administrativas, las asambleas municipales y las normas del Segundo Templo de Jerusalén. Sin embargo, se cuestiona la historicidad de la descripción del apóstol Pablo en los Hechos. Los Hechos describen a Pablo de forma diferente a como Pablo se describe a sí mismo, tanto objetivamente como teológicamente. Los Hechos difieren de las cartas de Pablo en cuestiones importantes, como la Ley, el propio apostolado de Pablo y su relación con la Iglesia de Jerusalén.  En general, los eruditos prefieren el relato de Pablo al de los Hechos.{rp|316}}: 10  Sin embargo, los historiadores romanos han dado generalmente por sentada la historicidad básica de los Hechos.

## Composición

### Narrativa
Lucas-Hechos es un relato histórico en dos partes tradicionalmente atribuido a Lucas Evangelista, que se creía seguidor de Pablo. El autor de [Lucas-Hechos] señaló que había muchos relatos en circulación en la época de su escritura, afirmando que se trataba de testimonios de testigos oculares. Afirmó que había investigado «todo desde el principio» y que estaba editando el material en un solo relato desde el nacimiento de Jesús hasta su propia época. Como otros historiadores de su época, definió sus acciones afirmando que el lector puede confiar en la «certeza» de los hechos expuestos. Sin embargo, la mayoría de los estudiosos entienden que Lucas-Hechos se inscribe en la tradición de la historiografía helénica.

### Uso de las fuentes
Se ha afirmado que el autor de los Hechos utilizó los escritos de Josefo (concretamente Antigüedades de los judíos) como fuente histórica.La mayoría de los eruditos rechazan tanto esta afirmación como la de que Josefo tomó prestado de los Hechos, argumentando, en cambio, que Lucas y Josefo se basaron en tradiciones y fuentes históricas comunes.
Varios estudiosos han criticado el uso que el autor hace de sus fuentes. Por ejemplo, Richard Heard ha escrito que, «en su narración de la primera parte de los Hechos parece estar encadenando, lo mejor que puede, una serie de historias y narraciones diferentes, algunas de las cuales parecen, en el momento en que llegaron a él, haber sido seriamente distorsionadas en la narración».

### Tradiciones textuales
Como en la mayoría de los libros del Nuevo Testamento, existen diferencias significativas entre los primeros manuscritos conservados de los Hechos. En el caso de los Hechos, las diferencias entre los manuscritos supervivientes son especialmente sustanciales. Podría decirse que las dos primeras versiones de manuscritos son el texto occidental (representado por el Códice Bezae) y el texto alejandrino (representado por el Códice Vaticano y el Códice Sinaítico, que no se vio en Europa hasta 1859). La versión de los Hechos conservada en los manuscritos occidentales contiene alrededor del 6,2-8. 5% más contenido que la versión alejandrina de los Hechos (dependiendo de la definición de variante).: 5–6 
Los eruditos modernos sostienen que el texto alejandrino más corto está más cerca del original, y que el texto occidental más largo es el resultado de la inserción posterior de material adicional en el texto.: 5–6 
A menudo se considera que una tercera clase de manuscritos, conocidos como texto bizantino, se desarrolló después de los tipos occidental y alejandrino. Aunque difiere de los otros dos tipos, el bizantino tiene más similitudes con el alejandrino que con el occidental. Los manuscritos existentes de este tipo datan del siglo V o posterior; sin embargo, los fragmentos de papiro muestran que este tipo de texto puede datar tan temprano como los tipos de texto alejandrinos u occidentales.{rp|45-48}} El tipo de texto bizantino sirvió de base para el Textus Receptus del siglo XVI, producido por Erasmo, la primera edición impresa en griego del Nuevo Testamento. El Textus Receptus, a su vez, sirvió de base para el Nuevo Testamento en la versión inglesa King James Bible. Hoy en día, el tipo de texto bizantino es objeto de renovado interés como la posible forma original del texto del que se derivaron los tipos de texto occidental y alejandrino.

## Historicidad
El debate sobre la historicidad de los Hechos se hizo más vehemente entre 1895 y 1915. Ferdinand Christian Baur lo consideraba poco fiable, y sobre todo un esfuerzo por reconciliar las formas gentil y judía del cristianismo.: 10  Adolf von Harnack en particular era conocido por ser muy crítico con la exactitud de los Hechos, aunque sus acusaciones de sus inexactitudes han sido descritas como «hipercriticismo exagerado» por algunos. El principal erudito y arqueólogo de la época, William Mitchell Ramsay, consideraba que los Hechos eran notablemente fiables como documento histórico.  Las actitudes hacia la historicidad de los Hechos han variado ampliamente entre los estudiosos de diferentes países.
Según Heidi J. Hornik y Mikeal C. Parsons, «Los Hechos deben ser cuidadosamente cribados y minados en busca de información histórica» : 10 .

### Pasajes consistentes con el trasfondo histórico
Hechos contiene algunos detalles precisos de la sociedad del siglo I, concretamente en lo que respecta a los títulos de los funcionarios, las divisiones administrativas, las asambleas de la ciudad y las normas del templo judío de Jerusalén, incluyendo:
- Las inscripciones confirman que las autoridades de la ciudad de Tesalónica en el siglo I se llamaban politarchs' (Hechos 17:6-8)
- Según las inscripciones, grammateus es el título correcto para el magistrado principal en Éfeso (Hechos 19:35)
- Marco Antonio Félix y Porcio Festo se llaman correctamente Procurador romano de Judea.
- El comentario al pasar de la expulsión de los judíos de Roma por Claudio (Hechos 18:2) está atestiguado independientemente por Suetonio en Claudio 25 de Vidas de los doce césares', Dion Casio en Historia Romana y el autor cristiano del siglo V Paulus Orosius en su Historia Contra los Paganos. [33][34]
- Los Hechos se refieren correctamente a Cornelio como centurión y a Claudio Lisias como tribuno (Hechos 21:31 y Hechos 23:26).
- El título procónsul (anthypathos) se usa correctamente para los gobernadores de las dos provincias senatoriales nombradas en Hechos (Hechos 13:7-8 y Hechos 18:12).
- El mandato de Lucio Junio Galio Anneo como procónsul de Acaya está confirmado por la Inscripción de Delfos (Hechos 18:12-17).
- Josefo y la Inscripción de Advertencia del Templo hablan de la prohibición de los gentiles en las zonas interiores del Templo (como en Hechos 21:27-36); véase también Patio de los Gentiles.
- La función de las asambleas municipales en el funcionamiento de los negocios de una ciudad se describe con precisión en Hechos 19:29-41.
- Los soldados romanos estaban apostados permanentemente en la torre Antonia con la responsabilidad de vigilar y reprimir cualquier disturbio en las fiestas de los judíos; para llegar a la zona afectada debían bajar por una escalinata hasta el recinto del templo, como señala Hechos 21:31-37.

Charles H. Talbert concluye que las inexactitudes históricas de los Hechos «son pocas e insignificantes en comparación con la abrumadora congruencia de los Hechos con su época [hasta el año 64 d.C.] y su lugar [Palestina y el Imperio romano en general]». Talbert advierte, no obstante, que «una descripción exacta del entorno no prueba la historicidad del acontecimiento narrado».
Aunque tratan con escepticismo su descripción de la historia de la Iglesia primitiva, estudiosos críticos como Gerd Lüdemann, Alexander Wedderburn, Hans Conzelmann y Martin Hengel siguen considerando que los Hechos contienen valiosos relatos históricamente precisos de los primeros cristianos.
Lüdemann reconoce la historicidad de las apariciones de Cristo después de la resurrección, los nombres de los primeros discípulos, mujeres discípulas, y Judas Iscariote. Wedderburn afirma que los discípulos creían indiscutiblemente que Cristo había resucitado de verdad.  Conzelmann descarta una supuesta contradicción entre 13:31 y 1:3.  Hengel cree que los Hechos se escribieron en una época temprana por Lucas como testigo ocular parcial, elogiando el conocimiento de Lucas sobre Palestina, y de las costumbres judías en Hechos 1:12. 
Con respecto a 1:15-26, Lüdemann es escéptico con respecto al nombramiento de Matías, pero no con respecto a su existencia histórica. Wedderburn rechaza la teoría que niega la historicidad de los discípulos, Conzelmann considera la reunión en el aposento alto un acontecimiento histórico que Lucas conocía por tradición, y Hengel considera que 'el Campo de Sangre' es un nombre histórico auténtico..
En cuanto a Hechos 2, Lüdemann considera muy posible la reunión de Pentecostés, y que la instrucción apostólica es históricamente creíble. Wedderburn reconoce la posibilidad de una «experiencia extática masiva», y señala que es difícil explicar por qué los primeros cristianos adoptaron posteriormente esta festividad judía si no se había producido un acontecimiento original de Pentecostés como el descrito en los Hechos. También sostiene que la descripción de la comunidad primitiva en Hechos 2 es fiable.
Lüdemann considera que Hechos 3:1-4:31 es histórico. Wedderburn señala lo que él ve como rasgos de una descripción idealizada, pero, no obstante, advierte contra la posibilidad de descartar el registro como no histórico.  Hengel también insiste en que Lucas describió acontecimientos históricos genuinos, aunque los haya idealizado..
Wedderburn sostiene la historicidad de la propiedad comunal entre los primeros seguidores de Cristo (Hechos 4:32-37). Conzelmann, aunque escéptico, cree que Lucas tomó su relato de Hechos 6:1-15 de un registro escrito; Más positivamente, Wedderburn defiende la historicidad del relato contra el escepticismo. Lüdemann considera que el relato tiene una base histórica.

### Pasajes de discutida exactitud histórica

#### Hechos 2:41 y 4:4 - Direcciones de Pedro
Hechos 4:4 habla de Peter dirigiéndose a una audiencia, dando como resultado que el número de cristianos convertidos ascendiera a 5000 personas. Un profesor del Nuevo Testamento Robert M. Grant dice que «Lucas evidentemente se consideraba a sí mismo un historiador, pero se pueden plantear muchas preguntas con respecto a la fiabilidad de su historia [...]. Sus 'estadísticas' son imposibles; Pedro no pudo haberse dirigido a tres mil oyentes [por ejemplo, en Hechos 2:41] sin micrófono, y puesto que la población de Jerusalén era de unos 25-30.000 habitantes, los cristianos no pueden haber sido cinco mil [por ejemplo, Hechos 4:4]." Sin embargo, como muestra el profesor I. Howard Marshall, los creyentes posiblemente podrían haber venido de otros países (véase Hechos 2: 9-10). En cuanto a ser escuchados, la historia reciente sugiere que se puede dirigir la palabra a una multitud de miles de personas; por ejemplo, el relato de Benjamin Franklin sobre George Whitefield señala que un solo orador podía dirigirse a multitudes de miles de personas sin la ayuda de implementos tecnológicos.

#### Hechos 5:33-39: Teudas
Hechos 5:33-39 da cuenta de un discurso del fariseo del siglo I Gamaliel (d. ~50ad), en el que se refiere a dos movimientos del siglo I. Uno de ellos fue liderado por Theudas.Hechos, 5:36 Después otro fue liderado por Judas el Galileo.Hechos, 5:36 Uno de ellos fue liderado por Theudas. Posteriormente otro fue liderado por Judas el Galileo. Josefo situó a Judas en el Censo de Quirino del año 6 y a Theudas bajo el procurador Fadus en 44-46. Suponiendo que Hechos se refiera al mismo Judas que Josefo, surgen dos problemas. En primer lugar, el orden de Judas y Theudas se invierte en Hechos 5. Segundo, el movimiento de Theudas puede ser posterior al momento en que Gamaliel está hablando. Es posible que Theudas en Josefo no sea el mismo que en Hechos, o que sea Josefo quien tiene sus fechas confundidas. El escritor del siglo III Orígenes se refirió a un Theudas activo antes del nacimiento de Jesús, aunque es posible que esto simplemente se base en el relato de Hechos.

#### Hechos 10:1: Tropas romanas en Cesarea
KJV habla de un centurión romano llamado Cornelius perteneciente al «regimiento italiano» y destinado en Caesarea hacia el año 37 d. C. Robert M. Grant afirma que durante el reinado de Herodes Agripa, 41-44, no hubo tropas romanas estacionadas en su territorio. Wedderburn igualmente encuentra la narración «históricamente sospechosa», y ante la falta de pruebas inscripcionales y literarias que corroboren los Hechos, el historiador de Blois sugiere que la unidad o bien no existió o bien fue una unidad posterior que el autor de los Hechos proyectó a una época anterior.
Observando que el 'regimiento italiano' se identifica generalmente como cohors II Italica civium Romanorum, una unidad cuya presencia en Judaea está atestiguada no antes del año 69 d. C., la historiadora E. Mary Smallwood observa que los acontecimientos descritos desde Hechos 9:32 hasta el capítulo 11 pueden no estar en orden cronológico con el resto del capítulo, sino que en realidad tienen lugar después de la muerte de Agripa en el capítulo 12, y que el «regimiento italiano» puede haber sido introducido en Cesarea ya en el año 44 d. C. Wedderburn señala esta sugerencia de reordenación cronológica, junto con la sugerencia de que Cornelio vivía en Cesarea lejos de su unidad.  Historiadores como Bond, Speidel, y Saddington, no véase ninguna dificultad en el registro de Hechos 10:1.

#### Hechos 15: El Concilio de Jerusalén
La descripción del 'Concilio Apostólico' en Hechos 15, generalmente considerado el mismo acontecimiento descrito en Gálatas 2, es considerado por algunos estudiosos como contradictorio con el relato de Gálatas. Se ha cuestionado la historicidad del relato de Lucas, y fue rechazada por completo por algunos estudiosos a mediados y finales del siglo XX. Sin embargo, la erudición más reciente se inclina a tratar el Concilio de Jerusalén y sus fallos como un acontecimiento histórico, aunque esto se expresa a veces con cautela.

#### Hechos 15:16-18: El discurso de Santiago
En hechos 15:16-18, Santiago, el líder de los judíos cristianos en Jerusalén, da un discurso donde cita escrituras de la Septuaginta griega (Amos 9:11-12). Algunos creen que esto es incongruente con el retrato de Santiago como judío, que presumiblemente habría hablado arameo en lugar de griego. Por ejemplo, Richard Pervo señala: «La cita bíblica difiere fuertemente del MT que no tiene nada que ver con la inclusión de gentiles. Este es el elemento vital de la cita y descarta la posibilidad de que el Santiago histórico (que no habría citado la LXX) utilizara el pasaje".
Una posible explicación es que la traducción de la Septuaginta expresaba mejor el punto de vista de Santiago sobre la inclusión de los gentiles como pueblo de Dios.

#### Hechos 21:38: Los sicarios y el egipcio
En Hechos 21:38, un romano pregunta a Pablo si él era 'el egipcio' que dirigió una banda de 'sicarios' (literalmente: 'hombres puñal') en el desierto. Tanto en Las guerras judías, como en Antigüedades de los judíos, Josefo habla de rebeldes nacionalistas judíos llamados sicarii directamente antes de hablar de que el egipcio condujo a algunos seguidores al Monte de los Olivos. Richard Pervo cree que esto demuestra que Lucas utilizó a Josefo como fuente y pensó erróneamente que los sicarii eran seguidores de El |Egipcio.

## Otras fuentes de la historia temprana de la Iglesia
Dos fuentes tempranas que mencionan los orígenes del cristianismo son las Antigüedades judías' del historiador romano-judío Josefo, y la Historia eclesiástica de Eusebio. Se cree que Josefo y Lucas-Hechos son aproximadamente contemporáneos, alrededor del año 90 d.C., y que Eusebio escribió unos dos siglos y cuarto más tarde.
Se pueden obtener pruebas más indirectas de otros escritos del Nuevo Testamento, de los primeros apócrifos cristianos y de fuentes no cristianas como correspondencia entre Plinio y Trajano (112 d. C.). Incluso los pseudoepígrafos cristianos ofrecen a veces una visión potencial de cómo se formaron y funcionaron las primeras comunidades cristianas, el tipo de problemas a los que se enfrentaron y qué tipo de creencias desarrollaron.